# Enero (novela)
Enero es la primera novela de la escritora argentina Sara Gallardo. Publicada por primera vez en el año 1958 por la editorial Sudamericana, narra la historia de Nefer, una adolescente del campo pampeano que padece un embarazo producto de una violación. Entre sus temas, se encuentran la tensión social y económica entre la ciudad y el campo, la desigualdad de género y de clase y la violencia.
Desde su publicación, Enero ha sido considerada como una de las mejores novelas de Gallardo, al igual que una pionera en tratar el tema del aborto en la literatura argentina. En el 2023, después de su traducción al inglés, la revista estadounidense The New Yorker la eligió como una de las mejores novelas publicadas ese año.

## Argumento
Durante un festival de doma en la provincia de La Pampa, la adolescente Nefer es violada y queda embarazada. Desde ese momento, lo único que desea es morirse, y comienza a pensar en maneras de perder a ese «hongo negro creciente» que lleva en el vientre. Entre ellas, piensa: «Tal vez si galopo mucho». En cambio, resuelve visitar a la vieja Borges, quien podría realizarle un aborto. Sin embargo, se retracta, quedándose todavía más desamparada.

## Personajes
- Nefer
- Alcira
- Don Pedro
- Doña María
- Vieja Borges
- Doña Mercedes
- Juan

## Recepción

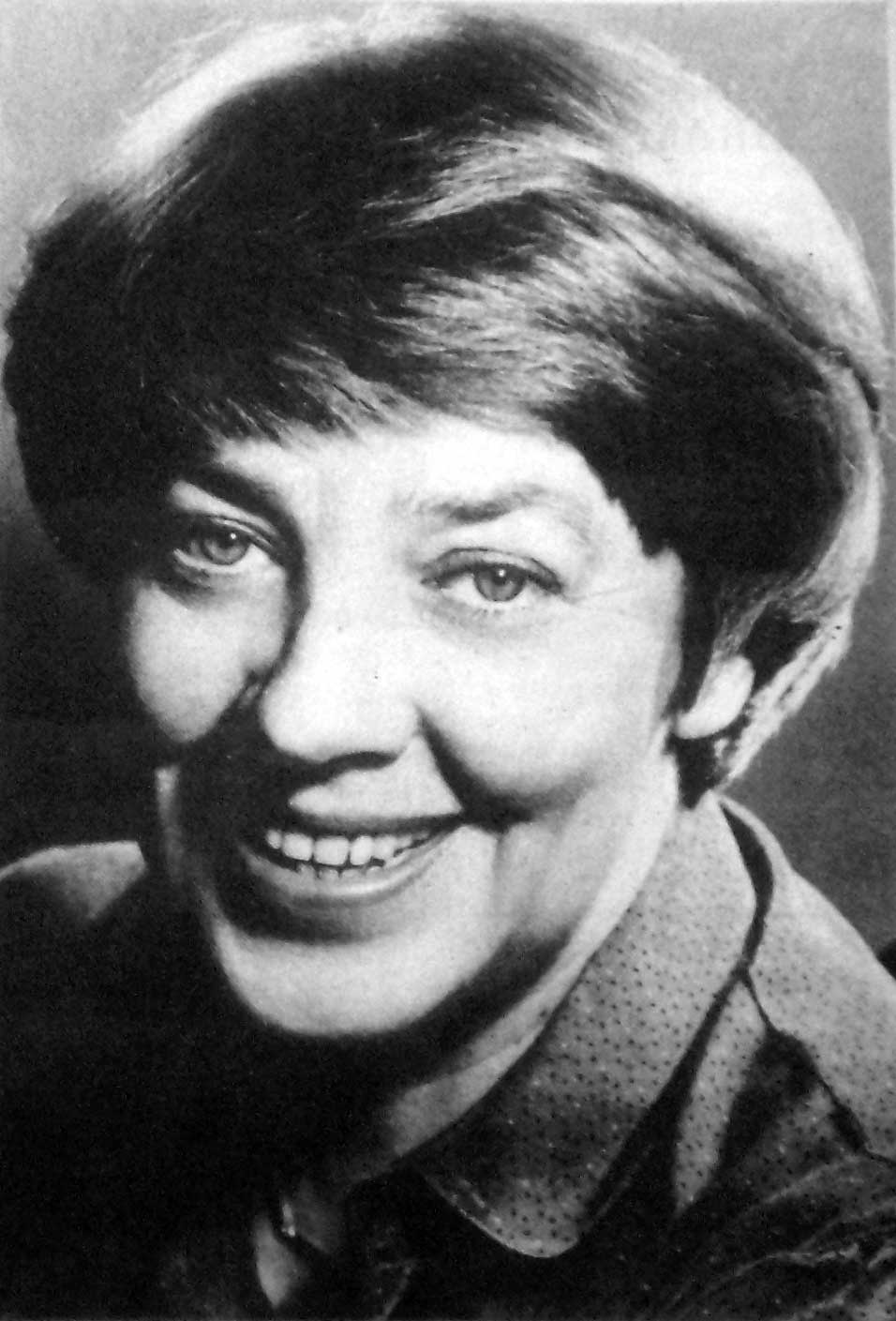
María Elena Walsh consideró a la novela una «de amor adolescente».

Enero es considerada como una de las novelas más logradas dentro de la obra narrativa de Gallardo, junto a Eisejuaz (1971). Asimismo, ha sido llamada una pionera en tratar el tema del aborto en la literatura argentina, siendo la primera en nombrar la palabra.
Durante su primera acogida, el texto fue laudeado en las revistas La Gaceta Literaria y Sur por las escritoras María Rosa Oliver y María Elena Walsh. Esta última consideró al texto una novela de amor adolescente, y dijo: «Es una novela de amor, no color rosa sino color tierra. El protagonista real es el amor adolescente, fracasado y absurdo. La desesperación de una criatura, su doble desamparo como mujer y como desposeída, están narrados con tal hondura que esta novela tiene un destino de conmover y apasionar».
Por su parte, el escritor Leopoldo Brizuela destacó su «ruptura con el modo de representación del medio rural y su unidad estructural básica: la estancia» en el prólogo que escribió para la Narrativa breve completa de Gallardo, publicada en el año 2004 por la editorial Emecé.
En el 2018, la obra fue reeditada por primera vez por la editorial argentina Fiordo, en el contexto del debate sobre el Proyecto de Ley de Interrupción Voluntaria del Embarazo en Argentina. Respecto a esa ocasión, la investigadora del Conicet Lucía De Leone resaltó la «agudeza temática y la destreza estética de esta primera novela de una escritora que se inicia en el patriarcal sistema literario de los años 50».
En el 2023, después de su traducción al idioma inglés por Frances Riddle y Maureen Shaughness para la editorial Archipiélago, la revista estadounidense The New Yorker eligió a Enero como una de las mejores novelas publicadas ese año. Además, la llamó «un punto de inflexión en la conciencia de la nación» respecto al tema del aborto.

### Adaptación teatral
En el año 2022, la directora teatral Analía Fedra García realizó junto a la actriz Vanesa González una adaptación teatral del texto.